# Heuer (Familienname)
Heuer ist ein Familienname, der vor allem im deutschsprachigen Raum vorkommt.

## Namensträger
- Alexander Heuer (* 1954), deutscher Politiker (SPD), Bürgermeister von Garbsen
- Andrea Heuer (* 1956), deutsche Schauspielerin
- Andreas Heuer (* 1959), deutscher Autor und Lehrer
- Andreas Heuer (Physiker) (* 1963), deutscher Physiker und Hochschullehrer
- Annemarie Heuer-Stauß (1903–1988), deutsche Textilkünstlerin, Malerin und Grafikerin
- Beata Heuer-Christen (* 1935), schweizerisch-deutsche Sängerin (Sopran), Gesangspädagogin und Hochschullehrerin
- Carl Heuer (1907–1994), deutscher Maler
- Carl Friedrich Theodor Heuer (1785–1854), deutscher Offizier und Deichgraf
- Carl-Heinz Heuer (* 1954), deutscher Jurist, Kunstliebhaber und -förderer
- Christian Heuer (* 1974), deutscher Historiker
- Christine Heuer (1934–1986), deutsch-österreichische Künstlerin
- Claas Meyer-Heuer (* 1978), deutscher Journalist
- Daniel Heuer Fernandes (* 1992), deutsch-portugiesischer Fußballspieler
- Dieter Heuer (* 1942), deutscher Ringer
- Edouard Heuer (1840–1892), Schweizer Uhrmacher
- Emil Heuer (Friedrich August Emil Heuer; 1857–1934), deutscher Wagenfabrikant und Unternehmer
- Erwin Heuer (* 1940), deutscher Handballspieler
- Ferdinand Heuer (Lehrer) (1815–1882), deutscher Lehrer und Schulbuchautor
- Ferdinand Heuer (Mediziner) (1878–1934), deutscher Orthopäde, Sportarzt und Hochschullehrer
- Friedrich Heuer (1897–1960), deutscher Architekt
- Gerhard Heuer (1908–1999), deutscher Jurist
- Guido Heuer (* 1966), deutscher Politiker (CDU)
- Heinrich Heuer (1934–2023), österreichischer Grafiker und Illustrator
- Heinz Heuer (1930–2005), deutscher Politiker (SPD), MdBB
- Helmut Heuer (1932–2011), deutscher Anglist, Didaktiker und Hochschullehrer
- Hermann Heuer (1904–1992), deutscher Anglist und Hochschullehrer
- Jack Heuer (* 1932), Schweizer Unternehmer
- Jannis Heuer (* 1999), deutscher Fußballspieler
- Jens-Peter Heuer (* 1955), deutscher Politiker (Die Linke)
- Joachim Heuer (1900–1994), deutscher Maler
- Johann Wilhelm Ferdinand Heuer (1817–1899), deutscher Kaufmann und Politiker
- Josef Heuer († 1948), deutscher Unternehmer
- Julia Heuer (* 1982), deutsche Textilkünstlerin und Modedesignerin
- Jürgen Heuer (1961–2018), deutscher Fernsehjournalist
- Klaus Heuer (Jurist) (1930–2013), deutscher Jurist
- Klaus Heuer (1935–2011), deutscher Fußballspieler
- Lutz Heuer (* 1943), deutscher Historiker und Publizist
- Martha Heuer (1925–2004), deutsche Gerechte unter den Völkern
- Michael Heuer (* 1955), deutscher Dokumentarfilmer
- Mirko Heuer (* 1966), deutscher Politiker
- Nayana Heuer (* 1998), deutsche Schauspielerin, Hörspiel- und Synchronsprecherin
- Otto Heuer (Literaturhistoriker) (1854–1931), deutscher Literaturhistoriker
- Otto Heuer (Chemiker) (1877–1960), deutscher Chemiker und Industrieller
- Peter Heuer (* 1939), deutscher Fußballspieler
- Renate Heuer (1928–2014), deutsche Germanistin
- Rolf-Dieter Heuer (* 1948), deutscher Physiker
- Sabrina Heuer-Diakow (* 1979), deutsche Sprecherin und Moderatorin
- Sandra Hietel-Heuer (* 1981), deutsche Politikerin (CDU), MdL
- Stefan Heuer (* 1971), deutscher Schriftsteller
- Uwe-Jens Heuer (1927–2011), deutscher Politiker (SED, PDS, Linke)
- Volker Heuer (* 1953), deutscher Manager
- Walter Heuer (Politiker) (1896–1962), deutscher Politiker (CDU), MdA Berlin
- Walter Heuer (Sprachpfleger) (1908–1977), Schweizer Korrektor und Sprachpfleger
- Walther Heuer (auch Walter Heuer; 1891–1949), deutscher Schriftsteller
- Wilhelm Heuer (Lithograf, 1786) (Wilhelm Heinrich Moritz Heuer; 1786–nach 1856), deutscher Lithograf
- Wilhelm Heuer (Lithograf, 1813) (Christian Ludwig Wilhelm Heuer; 1813–1890), deutscher Lithograf
- Wilhelm Heuer (Jurist) (1880–??), deutscher Jurist
- Wilhelm Heuer (Politiker), deutscher Politiker (SPD), MdL Mecklenburg-Strelitz
- Wilhelm Karl Otto Heuer (auch William Heuer; 1895–1970), deutscher Schriftsteller
- Wolfgang Heuer (Politiker) (1909–??), deutscher Politiker (DP, CDU)
- Wolfgang Heuer (Politikwissenschaftler) (* 1949), deutscher Politik- und Kulturwissenschaftler

Siehe auch:
- Hoyer
- Heier
- Heyer, Familienname
- Hauer (Familienname)